# Detectiepoort
Een detectiepoort is een poort die detecteert of een persoon door de poort gaat.
Ook kan gedetecteerd worden of de persoon specifieke materialen, zoals ferromaterialen, explosieven of nucleaire producten bij zich draagt. Afhankelijk van de constatering kan toegang tot de ruimte achter de poort verleend of juist ontzegd worden.
Detectiepoorten worden gebruikt bij de controle voor toegang tot gebouwen of specifieke ruimten en bijvoorbeeld ook bij het openbaar vervoer. Detectie kan plaatsvinden met behulp van uiteenlopende technieken, zoals radio-frequency identification (RFID - identificatie met behulp van radiogolven), gezichtsherkenning, irisherkenning of vingerafdruk, het meten van verandering of verstoring van elektromagnetische velden, van radiologische straling of de aanwezigheid van sporen van bepaalde elementen in de omringende lucht.
In winkels worden voorwerpen beveiligd met behulp van tags, RF-etiketten of RFID. Wanneer een klant of dief dan door de detectiepoort loopt, zal het alarm afgaan.